# Markus Hasler
Markus Hasler (ur. 3 października 1971 w Eschen) – reprezentant Liechtensteinu w biegach narciarskich.

## Kariera
Naukę jazdy na nartach rozpoczął w 1979 roku. Kilka lat później został przyjęty do klubu UWV Eschen. W ciągu wieloletniej kariery niejednokrotnie zdarzyło mu się zająć miejsca w czołowej dziesiątce zawodów. W sezonie 2002/2003 podczas zawodów w Davos był szósty, a w Kirunie był siódmy. Na igrzyskach w Salt Lake City w 2002 roku w biegu na 10 km zajął 12. miejsce, w biegu łączonym był 26, w biegu na 30 km stylem dowolnym był 25, a w biegu na 50 km zajął 36 lokatę. W sezonie 2003/2004 Pucharu Świata tylko dwa razy zajął miejsce w pierwszej dwudziestce. Pierwszy raz w Novym Městie, gdzie był 12, a drugi raz w Kawgołowie, gdzie zajął 19 lokatę. Najbliżej medalu na międzynarodowej imprezie był podczas mistrzostw świata w Val di Fiemme w 2003 roku, gdzie w biegu łączonym na 30 km był czwarty, przegrywając walkę o podium ze Szwedem Jörgenem Brinkiem. Na tych samych mistrzostwach był także siódmy na dystansie 50 km stylem dowolnym. Na podium zawodów PŚ stanął tylko raz - 9 grudnia 2001 roku w Cogne był trzeci w sprincie stylem dowolnym. Na igrzyskach olimpijskich w Turynie w 2006 roku rywalizację w biegu łączonym na 30 km ukończył na 11. pozycji. Startował ponadto w zawodach cyklu FIS Marathon Cup, w których także raz stanął na podium: 13 marca 2005 roku był trzeci w szwajcarskim Engadin Skimarathon.

## Osiągnięcia

### Igrzyska olimpijskie
| Miejsce | Dzień     | Rok  | Miejscowość    | Konkurencja             | Czas biegu    | Strata       | Zwycięzca                   |
| ------- | --------- | ---- | -------------- | ----------------------- | ------------- | ------------ | --------------------------- |
| 43.     | 10 lutego | 1992 | Albertville    | 30 km stylem klasycznym | 1:22:27,8 h   | +8:35,5 min  | Vegard Ulvang               |
| 45.     | 13 lutego | 1992 | Albertville    | 10 km stylem klasycznym | 27:36,0 min   | +3:51,0 min  | Vegard Ulvang               |
| 36.     | 15 lutego | 1992 | Albertville    | 10+15 km pościgowy      | 1:05:37,9 min | +5:25,0 min  | Bjørn Dæhlie                |
| 21.     | 14 lutego | 1994 | Lillehammer    | 30 km stylem dowolnym   | 1:12:26,4 h   | +5:52,3 min  | Thomas Alsgaard             |
| 55.     | 17 lutego | 1994 | Lillehammer    | 10 km stylem klasycznym | 24:20,1 min   | +2:57,0 min  | Bjørn Dæhlie                |
| 39.     | 19 lutego | 1994 | Lillehammer    | 10+15 km pościgowy      | 1:00:08,8 min | +5:56,8 min  | Bjørn Dæhlie                |
| 30.     | 27 lutego | 1994 | Lillehammer    | 50 km stylem klasycznym | 2:07:20,3 h   | +11:29,8 min | Władimir Smirnow            |
| 35.     | 9 lutego  | 1998 | Nagano         | 30 km stylem klasycznym | 1:33:55,8 h   | +8:21,6 min  | Mika Myllylä                |
| 20.     | 12 lutego | 1998 | Nagano         | 10 km stylem klasycznym | 27:24,5 min   | +1:30,7 min  | Bjørn Dæhlie                |
| 35.     | 14 lutego | 1998 | Nagano         | 10+15 km pościgowy      | 1:07:01,7 h   | +4:54,2 min  | Thomas Alsgaard             |
| 25.     | 9 lutego  | 2002 | Salt Lake City | 30 km stylem dowolnym   | 1:11:31,0 h   | +3:16,0 min  | Christian Hoffmann          |
| 26.     | 14 lutego | 2002 | Salt Lake City | 2 × 10 km łączony       | 49:48,9 min   | +1:23,4 min  | Thomas Alsgaard Frode Estil |
| 12.     | 19 lutego | 2002 | Salt Lake City | Sprint stylem dowolnym  | 2:56.9 min    | -            | Tor Arne Hetland            |
| 36.     | 23 lutego | 2002 | Salt Lake City | 50 km stylem klasycznym | 2:06:20,8 h   | +14:11,0 min | Michaił Iwanow              |
| 11.     | 12 lutego | 2006 | Turyn          | 2 × 15 km łączony       | 1:17:00,8 h   | +10,1 s      | Jewgienij Diemientjew       |
| 39.     | 26 lutego | 2006 | Turyn          | 50 km stylem dowolnym   | 2:06:11,8 h   | +2:17,2 min  | Giorgio Di Centa            |

### Mistrzostwa świata
| Miejsce | Dzień     | Rok  | Miejscowość   | Konkurencja             | Czas biegu  | Strata       | Zwycięzca                     |
| ------- | --------- | ---- | ------------- | ----------------------- | ----------- | ------------ | ----------------------------- |
| 21.     | 20 lutego | 1993 | Falun         | 30 km stylem klasycznym | 1:17:33,6 h | +3:36,5 min  | Bjørn Dæhlie                  |
| 30.     | 22 lutego | 1993 | Falun         | 10 km stylem klasycznym | 24:51,6 min | +1:36,5 min  | Sture Sivertsen               |
| 29.     | 24 lutego | 1993 | Falun         | 10+15 km pościgowy      | 1:01:45,0 h | +3:24,7 min  | Bjørn Dæhlie Władimir Smirnow |
| 30.     | 28 lutego | 1993 | Falun         | 50 km stylem dowolnym   | 2:03:36,8 h | +8:25,55 min | Torgny Mogren                 |
| 15.     | 9 marca   | 1995 | Thunder Bay   | 30 km stylem klasycznym | 1:15:52,3 h | +4:53,9 min  | Władimir Smirnow              |
| 25.     | 11 marca  | 1995 | Thunder Bay   | 10 km stylem klasycznym | 24:52,3 min | +1:46,7 min  | Władimir Smirnow              |
| 44.     | 13 marca  | 1995 | Thunder Bay   | 10+15 km pościgowy      | 1:06:19,5 h | +4:01,9 min  | Władimir Smirnow              |
| 22.     | 19 marca  | 1995 | Thunder Bay   | 50 km stylem dowolnym   | 1:56:36,0 h | +7:39,1 min  | Silvio Fauner                 |
| 33.     | 21 lutego | 1997 | Trondheim     | 30 km stylem dowolnym   | 1:06:28,2 h | +3:36,2 min  | Aleksiej Prokurorow           |
| 29.     | 24 lutego | 1997 | Trondheim     | 10 km stylem klasycznym | 23:41,8 min | +2:03,5 min  | Bjørn Dæhlie                  |
| 53.     | 25 lutego | 1997 | Trondheim     | 10+15 km pościgowy      | 1:00:11,1 h | +6:22,3 min  | Bjørn Dæhlie                  |
| 25.     | 2 marca   | 1997 | Trondheim     | 50 km stylem klasycznym | 2:16:37,5 h | +9:40,9 min  | Mika Myllylä                  |
| 49.     | 22 lutego | 1999 | Ramsau        | 10 km stylem klasycznym | 24:19,2 min | +2:37,9 min  | Mika Myllylä                  |
| DNF     | 23 lutego | 1999 | Ramsau        | 10+15 km pościgowy      | 1:05:54,9 h | -            | Thomas Alsgaard               |
| 32.     | 28 lutego | 1999 | Ramsau        | 50 km stylem klasycznym | 2:18:08,7 h | +11:13,8 min | Mika Myllylä                  |
| 19.     | 15 lutego | 2001 | Lahti         | 15 km stylem klasycznym | 39:26,0 min | +1:54,6 min  | Per Elofsson                  |
| 6.      | 17 lutego | 2001 | Lahti         | 2 × 10 km łączony       | 47:15,5 min | +44,5 s      | Per Elofsson                  |
| 16.     | 21 lutego | 2001 | Lahti         | Sprint stylem dowolnym  | 3:14.1 min  | -            | Tor Arne Hetland              |
| 16.     | 25 lutego | 2001 | Lahti         | 50 km stylem dowolnym   | 2:05:27,2 h | +7:18,5 min  | Johann Mühlegg                |
| 4.      | 23 lutego | 2003 | Val di Fiemme | 2 × 10 km łączony       | 47:42,3 min | +0,5 s       | Per Elofsson                  |
| 30.     | 26 lutego | 2003 | Val di Fiemme | Sprint stylem dowolnym  | 3:12,1 min  | -            | Thobias Fredriksson           |
| 7.      | 1 marca   | 2003 | Val di Fiemme | 50 km stylem dowolnym   | 1:54:25,3 h | +1:44,9 min  | Martin Koukal                 |
| 26.     | 17 lutego | 2005 | Oberstdorf    | 15 km stylem dowolnym   | 34:49,7 min | +1:26,0 min  | Pietro Piller Cottrer         |
| 15.     | 20 lutego | 2005 | Oberstdorf    | 2 × 15 km łączony       | 1:19:20,5 h | +1:22,4 min  | Vincent Vittoz                |
| 13.     | 27 lutego | 2005 | Oberstdorf    | 50 km stylem klasycznym | 2:30:10,1 h | +27,0 s      | Frode Estil                   |
| DNF     | 24 lutego | 2007 | Sapporo       | 2 × 15 km łączony       | 1:11:35,8 h | -            | Axel Teichmann                |

### Puchar Świata

#### Miejsca w klasyfikacji generalnej
- sezon 1992/1993 – 40.
- sezon 1993/1994 – 48.
- sezon 1994/1995 – 29.
- sezon 1995/1996 – 23.
- sezon 1997/1998 – 27.
- sezon 1998/1999 – 66.
- sezon 1999/2000 – 78.
- sezon 2000/2001 – 56.
- sezon 2001/2002 – 44.
- sezon 2002/2003 – 40.
- sezon 2003/2004 – 54.
- sezon 2004/2005 – 69.
- sezon 2005/2006 – 67.

#### Miejsca na podium
| Nr | Dzień     | Rok  | Miejscowość | Konkurencja            | Czas biegu | Pozycja | Strata | Zwycięzca      |
| -- | --------- | ---- | ----------- | ---------------------- | ---------- | ------- | ------ | -------------- |
| 1. | 9 grudnia | 2001 | Cogne       | Sprint stylem dowolnym | ?          | 3.      | ?      | Cristian Zorzi |

### FIS Marathon Cup

#### Miejsca w klasyfikacji generalnej
- sezon 2000/2001: 28.
- sezon 2003/2004: 27.
- sezon 2004/2005: 26.
- sezon 2007/2008: 22.
- sezon 2008/2009: 58.

#### Miejsca na podium
| Nr | Dzień    | Rok  | Zawody              | Dystans               | Czas biegu  | Strata | Pozycja | Zwycięzca         |
| -- | -------- | ---- | ------------------- | --------------------- | ----------- | ------ | ------- | ----------------- |
| 1. | 13 marca | 2005 | Engadin Skimarathon | 42 km stylem dowolnym | 1:34:01,7 h | +0,2 s | 3.      | Gion-Andrea Bundi |